# Christiane
Christiane ist ein weiblicher Vorname.

## Herkunft/Bedeutung
Der Name ist abgeleitet von Christian und kommt über das lateinische christiana vom griechischen χριστιανή, christiané („die Christin“, „christlich“), abgeleitet von Χριστός, Christós („der Gesalbte“), bezogen auf Jesus Christus.

## Abwandlungen
Chrischona (süddeutsch, vgl. Chrischan bei Christian), Chris, Chrissie, Christa, Christiana, Christianne (französisch), Χριστίνα (griechisch), Christel, Christl, Christine, Crestina, Cristina, Cristiana, Crista (italienisch, spanisch), Kerstin, Kirsten, Kirstin, Kitti, Krista, Kristin(a/e), Nino/Nina (georgisch), Nane, Stina, Stine, Stüdi, Tina (serbisch), Kristianna, Tianna (nordisch).

## Namenstage
4. Juni und 24. Juli sowie 15. Dezember und 25. Dezember

## Verbreitung
Der Name Christiane wurde in Deutschland Anfang der 1930er Jahre populär. Anfang der Sechziger war er einige Male unter den zwanzig meistvergebenen Mädchennamen des jeweiligen Jahrgangs. Mitte der Achtziger ging seine Beliebtheit dann deutlich zurück, seit Anfang der Neunziger werden kaum noch Kinder Christiane genannt.

## Namensträgerinnen

### Christiana
- Christiana von Georgien (um 325–um 361), Heilige, siehe Nino (Heilige)
- Christiana von Santa Croce (1237–1310), Heilige, siehe Oringa Menabuoi
- Christiana Büsching (1728–1777), deutsche Lyrikerin
- Christiana Figueres (* 1956), costa-ricanische Politikerin
- Christiana Fountoulakis (* 1977), Schweizer Rechtswissenschaftlerin
- Christiana Heidemann (* 1950), deutsche Künstlerin
- Christiana Reemts OSB (* 1957), deutsche Äbtissin
- Christiana Riley (* 1978), deutsch-amerikanische Bankmanagerin
- Christiana Mariana von Ziegler (1695–1760), deutsche Schriftstellerin

### Christiane
- Christiane Amanpour (* 1958), britisch-iranische Journalistin
- Christiane Batel, deutsche Sängerin, siehe Christiane (Sängerin)
- Christiane Brunner (1947–2025), Schweizer Gewerkschafterin und Politikerin (SP)
- Christiane Cantauw (Christiane Cantauw-Groschek; * 1964), deutsche Volkskundlerin
- Christiane Felscherinow (* 1962), Protagonistin des Buches Christiane F. – Wir Kinder vom Bahnhof Zoo
- Christiane Fleischer (* 1963), deutsche Juristin
- Christiane von Goethe (1765–1816), Ehefrau von Johann Wolfgang von Goethe
- Christiane Hörbiger (1938–2022), österreichische Schauspielerin
- Christiane Herzog (1936–2000), Ehefrau von Roman Herzog
- Christiane Kaufmann (* 1983), deutsche Künstlerin
- Christiane Krajewski (* 1949), deutsche Politikerin (SPD)
- Christiane Krüger (* 1945), deutsche Schauspielerin
- Christiane Kuhlmann (* 1967), deutsche Kunsthistorikerin und Kuratorin
- Christiane Lange (* 1964), deutsche Kunsthistorikerin, Staatsgalerie-Direktorin
- Christiane Leenaerts, eigentlicher Name von Ann Christy (1945–1984), belgische Sängerin
- Christiane Legrand (1930–2011), französische Sängerin
- Christiane Loizides (1948–2023), deutsche Juristin und Politikerin (CDU)
- Christiane Michel-Ostertun (* 1964), deutsche Organistin
- Christiane Nord (* 1943), deutsche Übersetzungswissenschaftlerin, Hochschullehrerin
- Christiane Nüsslein-Volhard (* 1942), deutsche Biologin, Nobelpreisträgerin
- Christiane Paul (* 1974), deutsche Schauspielerin
- Christiane zu Salm (* 1966), deutsche Medienmanagerin

### Cristiane
- Cristiane Rozeira de Souza Silva, eigentlicher Name von Cristiane (* 1985), brasilianische Fußballspielerin

### Christijana
- Christijana Gutewa (* 1990), bulgarische Fußballschiedsrichterin

### Kristiana
- Kristiana Roemer (* 1992), deutsch-amerikanische Jazzsängerin

### Kristiane
- Kristiane Allert-Wybranietz (1955–2017), deutsche Schriftstellerin
- Kristiane Backer (* 1965), deutsche Fernsehmoderatorin
- Kristiane Kondrat (* 1938), rumäniendeutsche Schriftstellerin
- Kristiane Kupfer (* 1960), deutsche Schauspielerin
- Kristiane Lichtenfeld (* 1944), deutsche Slawistin und Übersetzerin
- Kristiane Weber-Hassemer (* 1939), deutsche Richterin